# XChange
XChange ist ein kanadischer Science-Fiction-Thriller aus dem Jahr 2001. In Deutschland wurde der Film erstmals am 7. August 2001 im Rahmen des Fantasy Filmfests gezeigt.

## Handlung
In der nahen Zukunft macht es die Firma XChange möglich, Körper zu tauschen, wobei die Stimme gleich bleibt. Toffler, ein Geschäftsmann in New York, floatet erstmals in den Körper eines Anderen, um kurzfristig an einem Begräbnis in San Francisco teilzunehmen. Eisner Scott wurde durch eine Rakete ermordet, und sein Sohn Quayle übernimmt das Familienunternehmen. Als Toffler zum verabredeten Zeitpunkt zurückverwandelt werden will, wird ihm mitgeteilt, dass sein richtiger Körper, in dem der Terrorist Fisk steckt, von diesem entführt wurde. Toffler kann seinen jetzigen Körper nicht behalten, weil er schon vorher getauscht wurde. Er lässt sich deshalb in einen GEF-Klon transferieren, der allerdings nur 53 Stunden lebensfähig ist. Gemeinsam mit seiner Freundin Madeleine Renard macht er sich auf die Suche. Sie decken auf, dass Fisk, Quayle und dessen Geliebte Alison De Waay, die Leiterin von XChange, des Geldes wegen gemeinsame Sache gemacht haben. Nach einigen Wendungen gelingt es Toffler im letzten Moment seinen Körper von Fisk zurückzutauschen. Der Bösewicht stirbt im Klonkörper, dessen Zeit abgelaufen war.

## Kritiken
- Cinema beschrieb den Film als „schräg“, „intelligent“, „flott“, „cool“ und „actionreich“.[1]

- Für das Lexikon des internationalen Films ist es ein „ungenügend durchdachter Krimi, der Science-Fiction mit Sex und Action mischt und das Ganze mit aufgesetzter Systemkritik garniert. Behäbig und fast spannungsfrei inszeniert, kommt erst zum Ende Tempo in den Film.“[2]

## Hintergrundinformationen
- Der Film wurde in der kanadischen Stadt Montreal gedreht. Die Produktionsfirmen waren Coolbrook Media und Locomotion Films.
- Der deutsche Alternativtitel lautet X-Change. Weitere Schreibweisen des Filmtitels sind Xchange und X Change.
- Der Film wurde in Deutschland erstmals am 7. August 2001 im Rahmen des Fantasy Filmfests gezeigt.